# Route nationale 12 (Djibouti)
Pour les articles homonymes, voir Route nationale 12.
La route nationale 12 est une route nationale djiboutienne d’environ 40 kilomètres reliant Randa à la RN 9 (vers le sud du pays).